# Amibegron
Amibegron (SR-58,611A) je lek koji je razvio Sanofi. On je selektivni agonist β3 adrenergičkog receptora. On je prvi oralno aktivni β3 agonist koji ima sposobnost ulaska u centralni nervni sistem. Amibegron je antidepresiv i anksiolitik.
Sanofi-Aventis je 31. jula 2008. objavio da je razvoj amibegrona prekinut.